# نقطة الغليان (كتاب)
كتاب نقطة الغليان هو كتاب من تأليف الدكتور مصطفى محمود وهو عبارة عن مجموعة قصصية يدور محورها الرئيس حول الهداية والإيمان بالله العلي القدير وبأقداره وبما قسمه للإنسان.
صورت هذه القصص ما يشعر به الإنسان المعاصر من ضياع وعدمية وفقدان لمعنى الحياة وجوهرها، وقدمت أن الإنسان لا يكون سعيدا بغير هداية الله له إلى الطريق الصحيح؛ فلا سعادة بمال أو حب أو سلطة دون التوجه إلى الله تعالى والتقرب منه وإليه.

## مقتطفات من الكتاب
- “إن للشر دائماً وجها آخر خفيا هو عين الخير”
- “يقول الفيلسوف الحكيم أبو حامد الغزالي: كلما ازداد القوس اعوجاجاً أعطى السهم توتراً واندفاعاً أكثر ليصيب هدفه وذلك هو الكمال الذي يخفى في باطن النقص.”
- “نحن لا نحلم بما نجد، بل نحلم بالعزيز الذي لا ينال.”
- “كم تبدو تلك اللحظات الهائلة والأحداث الرهيبة المفعمة بالغضب..كم تبدو لنا الآن على البعد أحداثاً صغيرة!”
- تلك هي الحشرة التي نعتبرها في أدنى الدرك الحيوانى هل كانت مصادفة في ذلك اليوم وصاحبنا يقلب الأمر في فكره، وقد اعتمد رأسه بين يديه وغرق في التأمل أن مرقت رصاصة طائشة من ساحات التدريب القريبة واخترقت ذلك الرأس وأسكتت ما فيه من فكر إلى الأبد، أكانت رصاصة طائشة حقاً كما ذكر بعد ذلك في محضر البوليس، أم كانت رصاصة من بندقية مخدوع عرف طريقه إلى رأس غريمه، أم كانت رصاصة وجهتها العناية الإلهية وقادها ملك الموت إلى ذلك الرأس هامساً كعادته في أدب جم كما يفعل كل الملائكة، شكراً لقد أديت وظيفتك ولم تعد للدنيا بك حاجة.[3]

## وصلات خارجية
- فيديو حلقات الدكتور مصطفى محمود.
- مدونة الدكتور مصطفى محمود.
- "كان نائماً في سكينة تامة لم يستيقظ منها": ابنة مصطفى محمود لـ"العربية.نت": العالم الكبير رحل في هدوء، العربية نت، 31 أكتوبر 2009.
- صفحة مصطفى محمود على موقع أبجد
- صفحة اقتباسات مصطفى محمود على موقع أبجد
- صفحة باسم الدكتور رائعة على الفيس بوك
- الفيلم الوثائقي العالم والايمان على اليوتيوب
- محمود تحميل كتب الدكتور مصطفى محمود كاملة pdf